# Заводовка (Одесская область)
Заводовка (укр. Заводівка) — село в Березовском районе Одесской области Украины. Является административным центром Заводовского сельского поселения,

## Географическое положение
Расположена на левом берегу реки Тилигул при впадении Слепухи, в 9 км от районного центра и железнодорожной станции Березовка. Сельсовету подчинены посёлок Жовтневка и село Чижево.

## История
Село основано в 1799 году выходцами из Черниговской и других губерний. На местном конезаводе выращивали орловских рысаков, верховых лошадей и различной породы тяжеловозов.
В 18-м веке принадлежало графам Заводовским. В 1851 году после смерти графа Александра Заводовского имение приобрел лейб-медик Е. И. Раух. Позднее имением владели его сын генерал Оттон Егорович и внук генерал Георгий Оттонович.
В 1905 году а селе образовался марксистский кружок, проводивший агитационную работу среди крестьян. Активно участвовали в нем С. Дитман, Е. С. Науменко, Г. Ф. Петров. В декабре 1917 года в Заводовке был организован красногвардейский отряд, влившийся позднее во 2-й Вознесенский революционный полк. Советская власть установлена в январе 1918 года.
В селе в 1918 году размещалась Первая бригада добровольческой Сербской дивизии.
На фронтах Великой Отечественной войны сражался 631 житель села, 323 из них за мужество и отвагу удостоены правительственных наград, 305 погибли в боях с врагом. За мужество, проявленное при форсировании Днепра, П. В. Дроздову присвоено (посмертно) звание Героя Советского Союза, его имя носит местная средняя школа; звания Героя Советского Союза удостоен также уроженец села штурман Н. В. Федоренко, который имеет на своем счету 122 боевых вылета.
Во время гитлеровской оккупации в Заводовке действовали две подпольно-патриотические группы из 17 человек, руководимые Ф. М. Ковбасюком и В. И. Науменко. Установив летом 1942 года связь с Березовской подпольной группой, заводовские подпольщики препятствовали вывозу врагами продовольствия, помогали советским военнопленным бежать из фашистской неволи. В феврале — марте 1943 года группы были раскрыты, а их руководители замучены гитлеровцами. Против фашистских захватчиков боролись члены подпольно-патриотической группы села Михайло-Александровки.
Колхоз носил имя С. М. Кирова. Памятник ему установлен перед сельским Домом Культуры.
Вблизи села Чижева обнаружены остатки поселений эпохи бронзы (II тысячелетие до нашей эры).

## Персоналии
- Дроздов, Пётр Владимирович (1923—1945) — Герой Советского Союза.
- Савин, Виктор Маркиянович (1907—1971) — украинский советский живописец и график.
- После войны в селе жил Герой Советского Союза Иван Кондратенко, он похоронен на местном кладбище.

## Фотографии

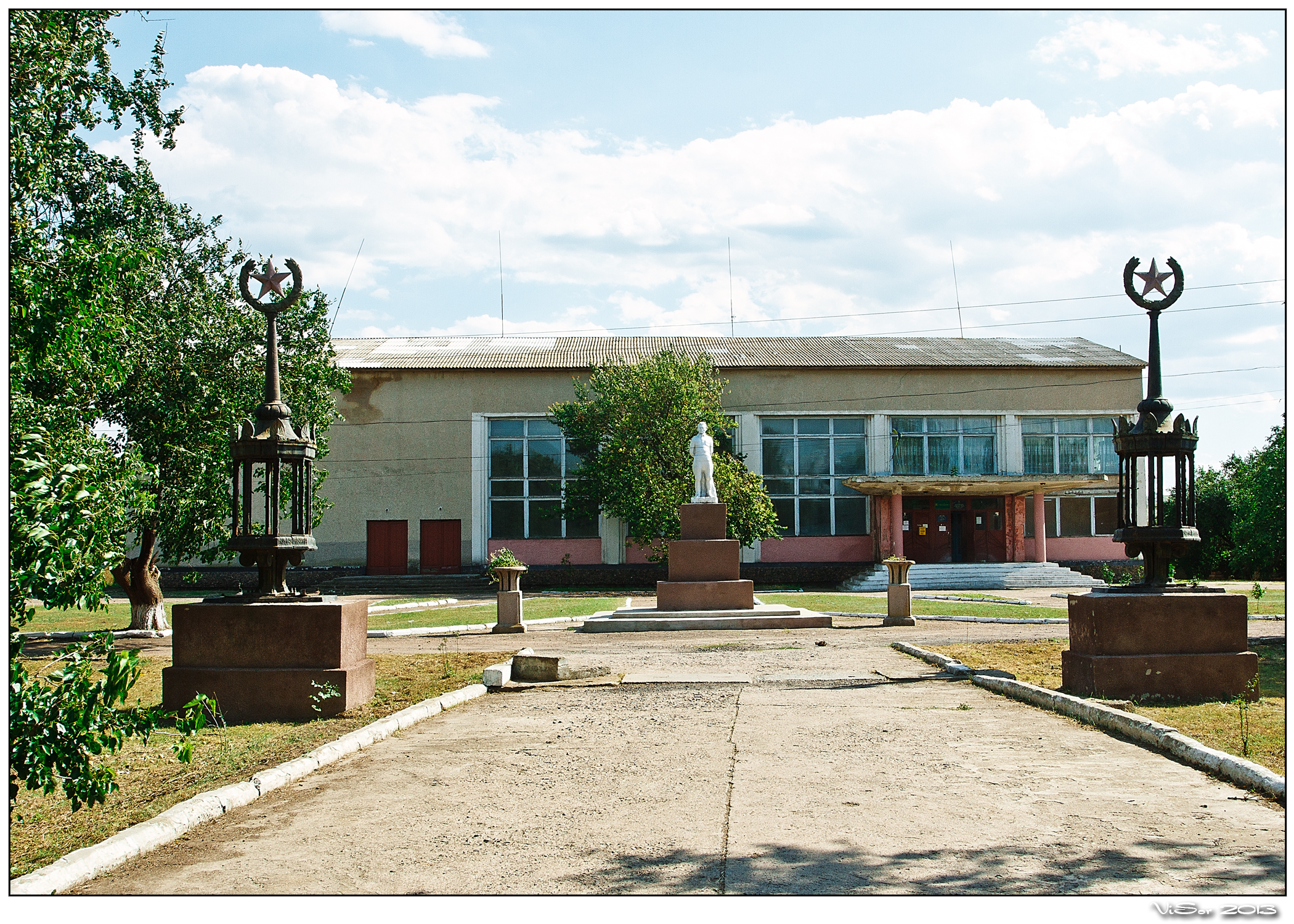
Дом культуры с. Заводовка
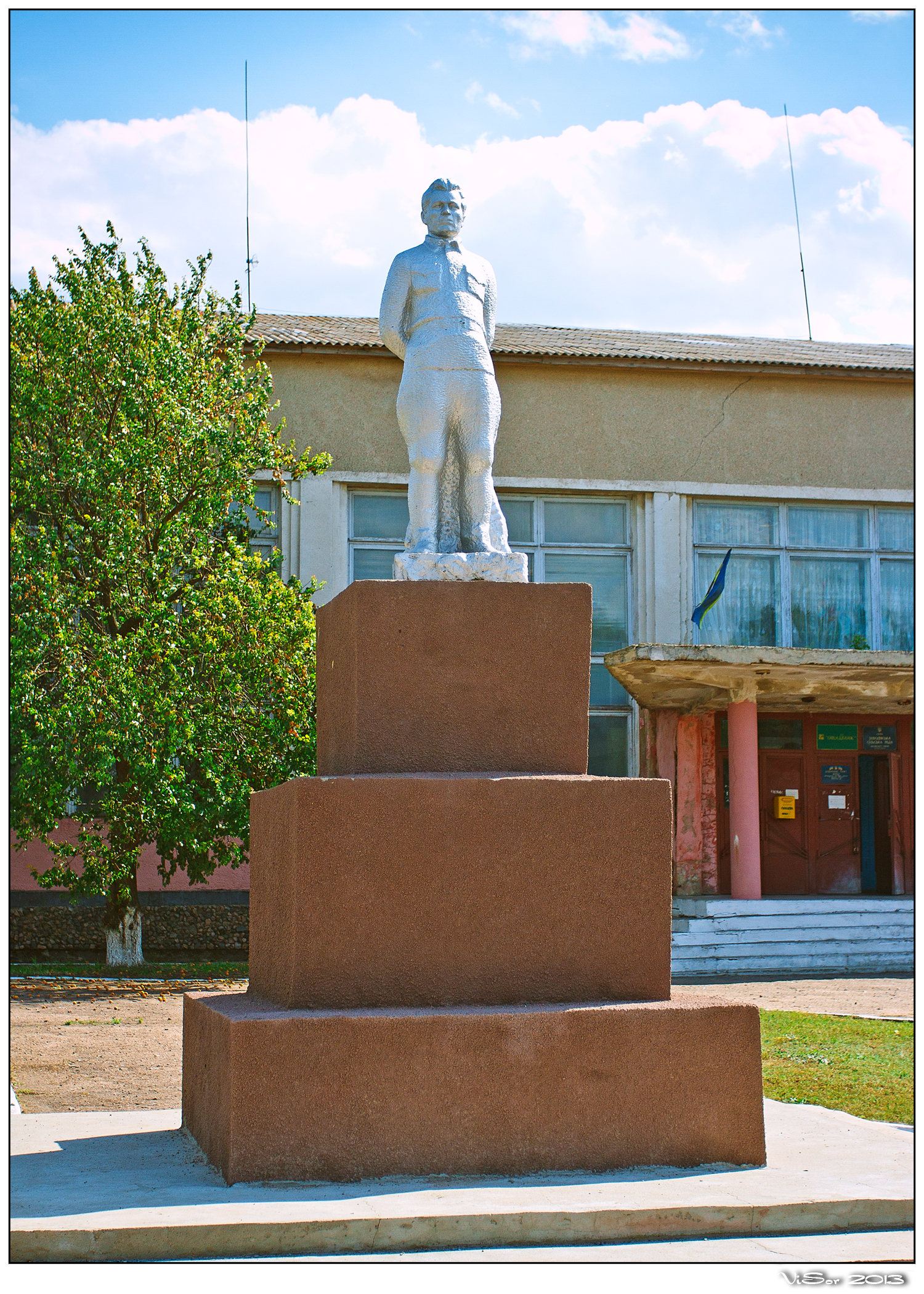
Памятник С. М. Кирову в Заводовке
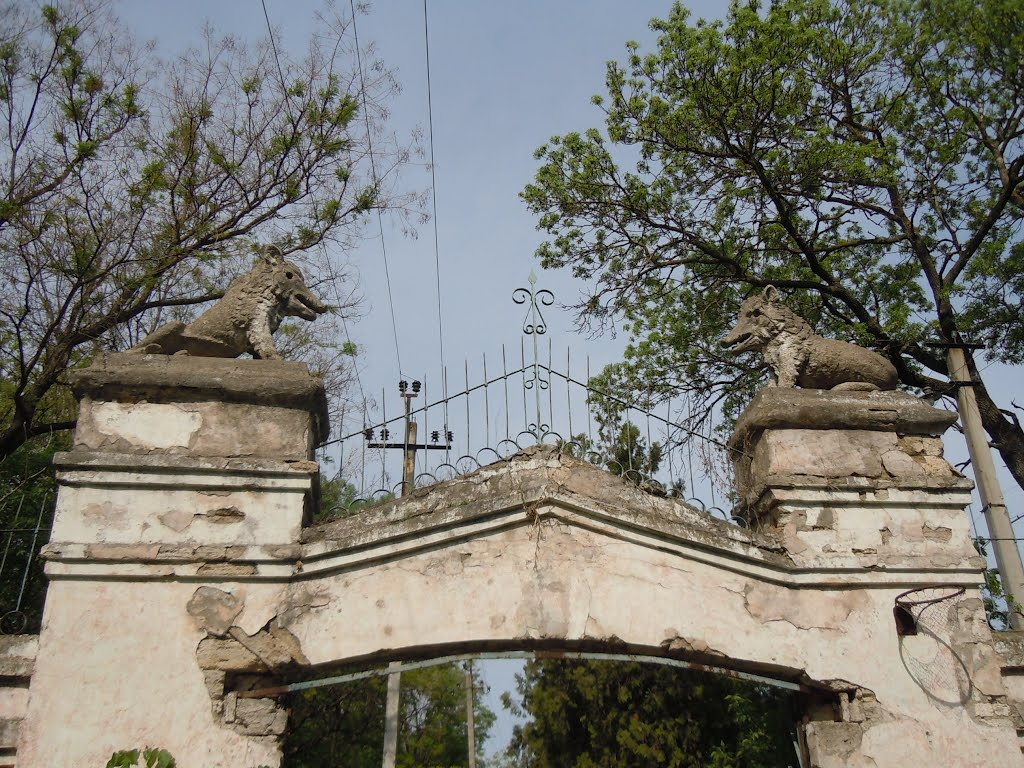
Ворота бывшей усадьбы Рауха